# Eucalyptus plenissima
Eucalyptus plenissima är en myrtenväxtart som först beskrevs av C. Gardner, och fick sitt nu gällande namn av Murray Ian Hill Brooker. Eucalyptus plenissima ingår i släktet Eucalyptus och familjen myrtenväxter. Inga underarter finns listade i Catalogue of Life.